# Acer nayongense
Acer nayongense é uma espécie de árvore do gênero Acer, pertencente à família Aceraceae.